# Egon Scheiwiller
Egon Scheiwiller (nascido em 11 de fevereiro de 1937) é um ex-ciclista suíço. Sem sucesso, competiu na prova de perseguição por equipes de 4 km em pista nos Jogos Olímpicos de Verão de 1960.